# Esplorazioni antartiche
Quella che segue è una cronologia delle esplorazioni dell'Antartide a partire dalle prime congetture riguardo alla sua esistenza fino alle spedizioni scientifiche degli ultimi anni, passando per i primi viaggi che si sono avvicinati gradualmente in maniera sempre maggiore alla scoperta del continente antartico e, naturalmente, ai viaggi dell'Era eroica dell'esplorazione antartica e della famosa corsa al Polo Sud.

## Prime testimonianze
- 600-300 a.C. Filosofi greci ipotizzano per la prima volta la sfericità della Terra e l'esistenza di due poli geografici.
- 150 d.C. Claudio Tolomeo, nel suo trattato Geografia, cita la Terra Australis Incognita.

## Prime spedizioni verso Sud
- 1487. Bartolomeo Diaz oltrepassa il 40º parallelo Sud.
- 1522. Ferdinando Magellano circumnaviga il globo e scopre lo stretto di Magellano (54º S).
- 1525. Francisco de Hoces, membro della spedizione Loaísa, racconta di aver avvistato la fine della terra (56º S).
- 1578. Francis Drake scopre lo stretto di Drake, ma non lo attraversa.
- 1599. Dirck Gerritszoon Pomp è il primo europeo ad avvistare il continente antartico.
- 1603. Gabriel de Castilla naviga per la prima volta oltre il 64º parallelo.
- 1615. Jacob Le Maire e Willem Schouten diventano i primi uomini a navigare intorno a Capo Horn (56° S).
- 1619. La Spedizione Garcia de Nodal circumnaviga la Terra del Fuoco e scopre le Isole Diego Ramírez (56°30′S 68°43′W).
- 1642-1643. Abel Tasman scopre Nuova Zelanda e Tasmania (44° S).
- 1675. Anthony de la Roché scopre la Georgia del Sud (54°15′00″S 36°45′00″W), la prima terra scoperta al di sotto della Convergenza antartica.
- 1698-1699. Edmond Halley raggiunge il 52º parallelo.
- 1720. George Shelvocke raggiunge il parallelo 61° 30'S.
- 1739. Jean-Baptiste Charles Bouvet de Lozier scopre l'Isola Bouvet (54°26′S 3°24′E).
- 1771. James Cook salpa a bordo del HM Bark Endeavour.
- 1771-1772. La prima spedizione antartica francese, condotta da Yves-Joseph de Kerguelen-Trémarec, scopre le Isole Kerguelen (49°15′S 69°35′E).
- 1772-1775. James Cook, a bordo dell'HMS Resolution, attraversa il Circolo Antartico nel gennaio 1773 e nel dicembre dello stesso anno. Il 30 gennaio 1774 raggiunge il farthest south a 71°10' S, arrivando a meno di 75 miglia nautiche dal continente antartico, senza però vederlo.

## XIX secolo
- 1780-1839. Cacciatori di balene americani e inglesi compiono varie scoperte accidentali.
- 1819. William Smith scopre le Isole Shetland Meridionali (62°00′S 58°00′W), ufficialmente le prime terre scoperte al di sotto del 60º parallelo.
- 1819. Il vascello spagnolo San Telmo naufraga nel Canale di Drake e i 644 uomini dell'equipaggio finiscono sull'Isola Livingston, diventando così i primi uomini a mettere piede sulle terre antartiche, e a perdervi la vita.
- 1819-1821. Fabian Gottlieb von Bellingshausen-il 27 gennaio 1820, approda sulla Costa della Principessa Martha(69°21′28″S 2°14′50″W) e scopre di fatto l'Antartide.
- 1820. Edward Bransfield, con William Smith, il 30 gennaio avvista la Penisola Antartica e le dà il nome di Trinity Peninsula (63°37′S 58°20′W).
- 1820. Nathaniel Palmer avvista l'Antartide il 17 novembre 1820.
- 1821. George Powell e Daniel B. Palmer, due cacciatori di foche, scoprono le Isole Orcadi Meridionali. Powell le annette all'Impero britannico.
- 1821. John Davis, un cacciatore di foche, racconta di essere sbarcato presso la baia di Hughes (64°13′S 61°20′W), diventando così il primo uomo ad aver messo piede sul continente antartico.
- 1823-1824. James Weddell scopre il Mare di Weddell; il 20 febbraio 1823 la sua nave Jane raggiunge un nuovo farthest South a 74°15' S (74°15′S 30°12′W).
- 1831-1832. John Briscoe, un cacciatore di foche inglese, circumnaviga il continente antartico; scopre e dà il nome alla Terra di Graham, scopre le Isole Briscoe, l'Arcipelago della Regina Adelaide e avvista la Terra di Enderby.
- 1837-1840. La seconda spedizione antartica francese, condotta da Jules Dumont d'Urville scopre la Terra Adelia (66° S).
- 1838-1839. John Balleny scopre le Isole Balleny (66°55′S 163°45′E).
- 1838-1842. La United States Exploring Expedition, guidata da Charles Wilkes, salpa verso la Penisola Antartica (69°30′S 65°00′W) e l'Antartide orientale
- 1839-1843. James Clark Ross, nel tentativo di individuare il sud magnetico, scopre la Barriera di Ross, il Mare di Ross, il Monte Erebus, Monte Terror e la Terra della regina Victoria; aggiorna il suo farthest South a 78°10' S il 23 gennaio 1842.
- 1872-1876. Spedizione Challenger: George Nares, al comando della HMS Challenger, diventa il primo uomo ad attraversare il Circolo Polare Antartico a bordo di una barca a vapore e riapre l'esplorazione della regione antartica dopo 30 anni di vuoto.
- 1892-1893. Carl Anton Larsen comanda la prima spedizione norvegese a bordo della nave Jason; Larsen diventa la prima persona a sciare sull'Antartide, sull'attuale Barriera di Larsen, che per questo porta il suo nome.
- 1892-1893. La Dundee Whaling Expedition scopre le Isole Dundee (63°30′S 55°55′W).
- 1893-1894. Carl Anton Larsen conduce la seconda spedizione antartica norvegese.
- 1893-1895. Henryk Bull, Carstens Borchgrevink e Alexander von Tunzelmann mettono piede sul continente a Capo Adare.

Inizio dell'era eroica
- 1897-1899. Spedizione antartica belga, capitanata da Adrien de Gerlache; la prima volta di Roald Amundsen in Antartide. È riconosciuta come la spedizione che diede inizio all'Era eroica dell'esplorazione antartica.
- 1898-1900. spedizione Southern Cross, Carsten Borchgrevink-torna a Capo Adare, stabilisce due rifugi (i primi edifici costruiti in Antartide) e vi trascorre l'inverno; inoltre stabilisce un nuovo farthest South il 16 febbraio 1900 a 78°50' S.

## XX secolo
- 1901-1904. La Spedizione Discovery, condotta da Robert Falcon Scott, raggiunge (82° 17' S) il 30 dicembre 1903.
- 1901-1903. La Spedizione Gauss (o Prima spedizione antartica tedesca), comandata dal veterano Erich von Drygalski, ottiene numerosi risultati scientifici, ma non riesce ad andare oltre il 66º parallelo.
- 1901-1903. La Spedizione Nordenskjöld-Larsen, condotta da Otto Nordenskjöld e Carl Anton Larsen, perde una nave e trascorre l'inverno sull'Isola Paulet.
- 1902-1904 La Spedizione Scotia, condotta William Speirs Bruce, raccoglie una enorme quantità di dati scientifici, senza tuttavia interessarsi alla corsa al Polo.
- 1903-1905. La Terza spedizione antartica francese, al comando di Jean-Baptiste Charcot, scopre e nomina l'Isola Loubet, l'Isola Rabot, l'Isola Lavoisier e punta Bonaparte.
- 1907-1909. Spedizione Nimrod: Il 9 gennaio 1909 Ernest Shackleton raggiunge 88°23′S (farthest South); il 16 gennaio 1909 Edgeworth David raggiunge il Polo Sud magnetico a (72°25′S 155°16′E).
- 1908-1910. La Quarta spedizione antartica francese, condotta da Jean-Baptiste Charcot, scopre e dà il nome ad un gran numero di isole intorno al 68º parallelo
- 1910-1912 La Spedizione antartica giapponese, guidata da Nobu Shirase, fa visita alla Fram in attesa del ritorno di Amundsen dal Polo Sud.
- 1910-1912. La Spedizione Amundsen è la prima in grado di raggiungere, il 14 dicembre 1911, il Polo Sud (90° S).
- 1910-1913.Spedizione Terra Nova. Robert Falcon Scott il 17 gennaio 1912 raggiunge il Polo Sud, ma scopre di essere stato preceduto da Amundsen. Tutti i membri del gruppo moriranno durante la marcia di ritorno verso la base.
- 1911-1913. La Spedizione Filchner, comandata da Wilhelm Filchner, scopre una nuova barriera e le dà il nome del Kaiser Guglielmo II, ma verrà poi rinominata barriera Filchner-Ronne.
- 1911-1914. La Spedizione Aurora condotta da Douglas Mawson.
- 1914-1916. La Spedizione Endurance comandata da Ernest Shackleton, tenta la traversata del continente, ma fallisce sfiorando la tragedia.
- 1914-1917. Il Ross Sea Party, gruppo di uomini a supporto alla Spedizione Endurance, guidato da Æneas Mackintosh, si trova disperso per 3 anni in condizioni estreme. Tre degli uomini periranno per gli stenti.
- 1920-1922. Spedizione britannica sulla Terra di Graham condotta da John Lachlan Cope.
- 1921-1922. La Spedizione Quest, comandata da Ernest Shackleton, morto durante il viaggio, segna la fine dell'Era eroica dell'esplorazione antartica.

Fine dell'era eroica

### Inizio dell'era meccanica
- 1929-1931. Spedizione BANZARE comandata da Douglas Mawson, raggiunge l'Antartide per scopi esplorativi.
- 1928-1930. Prima spedizione dell'americano Richard Evelyn Byrd.
- 1931. H. Halvorsen scopre la Costa della principessa Astrid.
- 1931. Hjalmar Riiser-Larsen sorvola il continente e scopre la Costa del Principe Olav.
- 1933-1935. Seconda spedizione di Richard Evelyn Byrd.
- 1933-1939. Spedizione aerea di Lincoln Ellsworth.
- 1934-1937. Spedizione britannica nella Terra di Graham condotta da John Riddoch Rymill.
- 1936. Lars Christensen lancia la bandiera norvegese sulla Costa del principe Harald.
- 1938. La Spedizione Nuova Svevia, capitanata da Alfred Ritscher, è la prima delle tre spedizioni antartiche programmate dalla Germania nazista, ma l'unica ad essere ufficialmente portata a termine.
- 1939-1941. Terza spedizione di Richard Evelyn Byrd.
- 1943-1945. Operazione Tabarin, spedizione militare britannica comandata dal luogotenente James Marr.
- 1946-1946. Operazione Highjump, quarta spedizione di Richard Evelyn Byrd.
- 1947-Prima spedizione antartica cilena.
- 1947-1948. Operazione Windmill comandata da Gerald Ketchum.
- 1947-1946. Spedizione antartica di ricerca Ronne condotta da Finn Rønne, è la prima spedizione antartica a comprendere personale femminile.
- 1949-1952. John Giaever comanda una spedizione scientifica composta da un equipaggio misto britannico, svedese e norvegese. È la prima spedizione di questo tipo.
- 1955-1956. Operazione Deep Freeze, quinta spedizione di Richard Evelyn Byrd.
- 1955-1957. Prima spedizione antartica sovietica, al comando di Michail Michajlovič Somov.
- 1956. Viene installata la Base Amundsen-Scott.
- 1956-1958. Commonwealth Trans-Antarctic Expedition condotta da Vivian Fuchs attraversa il continente; a questa spedizione partecipò anche Edmund Hillary, che nell'occasione divenne il terzo uomo a raggiungere il Polo Sud.
- 1956-1958. Seconda spedizione antartica sovietica, comandata da Aleksei Treshnikov.
- 1957-1958. Polo Sud Magnetico: dal luglio 1957 al dicembre 1958 si celebra l'Anno geofisico internazionale.
- 1957-1958. Prima spedizione neozelandese, viene stabilita la Base Scott.
- 1957-1958. Spedizione Luncke.
- 1957-1959. Terza spedizione antartica sovietica, comandata da Yevgeny Tolstikov.
- 1958-1959. Seconda spedizione neozelandese.
- 1958-1960. Quarta spedizione antartica sovietica, comandata da Aleksandr Dralkin.
- 1959-1961. Quinta spedizione sovietica, comandata da Yevgeny Korotkevich.
- 1960 SANAE, prima spedizione antartica sudafricana.
- 1960-1962. Sesta spedizione sovietica, condotta da V. Driatsky.
- 1961-1963. Settima spedizione sovietica, comandata da Aleksandr Dralkin.
- 1962-1962. Traversata Vostok realizzata da membri del programma ANARE (Australian National Antarctic Research Expeditions).
- 1962-1964. Ottava spedizione sovietica, condotta da Michail Michajlovič Somov.
- 1963-1965. Nona spedizione antartica sovietica, condotta da Michail Somov.
- 1964-1966. Decima spedizione sovietica, condotta da M. Ostrekin, I. Petrov.
- 1965-1967. Undicesima spedizione antartica sovietica, condotta D. Maksutov e Leonid Dubrovin.
- 1965-1965. Operacion 90°, prima spedizione argentina, condotta da Coronel D. Jorge Leal.
- 1966-1968. Dodicesima spedizione antartica sovietica, comandata da Pavel Senko e Vladislav Gerbovich.
- 1967-1969. Tredicesima spedizione antartica sovietica, comandata da Aleksei Treshnikov.
- 1968-1970. Quattordicesima spedizione sovietica, di D. Maksutov e Ernst Krenkel.
- 1969-1970. Terza spedizione neozelandese.
- 1969-1971. Quindicesima spedizione sovietica, comandata da Pavel Senko e Vladislav Gerbovich.
- 1970-1972. Sedicesima spedizione sovietica, di I. Petrov e Yury Tarbeyev.
- 1971-1973. Diciassettesima spedizione sovietica, diretta da Yevgeny Korotkevich e V. Averyanov.
- 1972-1974. Diciottesima spedizione sovietica, diretta da Pavel Senko.
- 1973-1975. Diciannovesima spedizione sovietica, diretta da D. Maksutov, V. Ignatov.
- 1974-1976. Ventesima spedizione sovietica, diretta da V. Serdyukov, N. Kornilov.
- 1975-1977. Ventunesima spedizione sovietica, diretta da O. Sedov, G. Bardin.
- 1976-1978. Ventiduesima spedizione sovietica, diretta da N. Tyabin, Leonid Dubrovin.
- 1977-1979. Ventitreesima spedizione sovietica, diretta da V. Serdyukov, O. Sedov.
- 1978-1980. Ventiquattresima spedizione sovietica, diretta da A.Artemyev, O. Sedov.
- 1979. Il volo Air New Zealand Flight 901 si schianta sul Monte Erebus.
- 1979-1980. Venticinquesima spedizione sovietica, diretta da N. Kornilov, N. Tyabin.
- 1980-1981. Transglobe Expedition: Ranulph Fiennes e Charles R. Burton compiono la prima trasvolata del globo da Polo a Polo.
- 1980-1982. Ventiseiesima spedizione sovietica, diretta da V. Serdyukov, V. Shamontyev.
- 1981-1983. Ventisettesima spedizione sovietica, diretta da D. Maksutov, R. Galkin.
- 1982. Guerra delle Falkland tra Argentina e Regno Unito per il possesso territoriale delle Isole Falkland.
- 1982-1984. Ventottesima spedizione antartica sovietica, diretta da N. Kornilov, A. Artemyev.
- 1983-1985. Ventinovesima spedizione sovietica, diretta da N. Tyabin, L. Bulatov.
- 1984-1987. In the Footsteps of Scott, realizzato da Robert Swan.
- 1984-1985. Antarkos I, guidata da Lt. Col. Omar Porciúncula, è la prima spedizione uruguaiana.
- 1984-1986. Trentesima spedizione sovietica, diretta da D. Maksutov, R. Galkin.
- 1985-1987. Trentunesima spedizione sovietica, diretta da N. Tyabin, V. Dubovtsev.
- 1986-1988:; Trentaduesima spedizione sovietica, diretta da V. Klokov, V. Vovk.
- 1987; L'Iceberg B-9 si stacca e trascina con sé le basi Little America I e III.
- 1987-1989. Trentatreesima spedizione sovietica, diretta da N.A. Kornilov, Yu.A. Khabarov.
- 1987-1988. Prima spedizione bulgara, costruisce la Base San Clemente di Ocrida.
- 1988-1990. Trentaquattresima spedizione sovietica, diretta da S.M. Pryamikov, L.V. Bulatov.
- 1989-1991. Trentacinquesima spedizione sovietica, diretta da V.M. Piguzov.
- 1991-1992. Trentaseiesima e ultima spedizione sovietica, diretta da Lev Savatyugin.
- 1992-1993. Antarctic Environmental Research Expedition diretta da Kenji Yoshikawa.
- 1996. Scoperto il Lago Vostok.

## XXI secolo
- 2004-2005. Spedizione cilena al Polo Sud.
- 2004-2005. La spedizione antartica Tangra 2004/05 crea Campo Accademia.
- 2005. La Spedizione Ice Challenger raggiunge il Polo Sud a bordo di un veicolo a sei ruote[1].
- 2005-2006. La Spedizione trans-antartica spagnola, condotta da Ramon Larramendi, raggiunge il Polo Sud dell'Inaccessibilità usando slitte trasportate da aquiloni[2].
- 2007-2008. Traversata americana e norvegese dell'Antartide orientale[3]
- 2008-2009. Impossible 2 Possible (i2P) viaggio indipendente verso il Polo Sud da parte di Ray Zahab, Kevin Vallely e Richard Weber[4].
- 2009. Spedizione scientifica dell'Azerbaigian
- 2009. La Spedizione antartica Kasperski celebra il 60º anniversario del Commonwealth.

## Trattati
- 1959. Trattato Antartico
- 1964. Misure condivise per la salvaguardia della flora e fauna antartica
- 1978. Convenzione sulla conservazione delle foche antartiche
- 1982. Convenzione sulla protezione delle risorse marine viventi in Antartide
- 1988. Convenzione sulla regolamentazione delle attività minerarie in Antartide
- 1998. Protocollo di protezione ambientale